# MoM-z14
MoM-z14 ist mit Stand Juni 2025 die am weitesten entfernte bekannte Galaxie im Universum mit einer Rotverschiebung von z = 14,44. Das bedeutet, dass die Galaxie etwa 280 Millionen Jahre nach dem Urknall entstanden ist. Im kosmischen Zeitstrahl wurde MoM-z14 während der Epoche der Wiederionisierung des frühen Universums gebildet; einer Phase, in der neutrales Wasserstoffgas durch die Strahlung der frühesten Himmelsobjekte ionisiert wurde.
MoM-z14 ist eine bemerkenswert leuchtkräftige und kompakte Galaxie. Sie besitzt eine Masse von 10⁸ Sonnenmassen, was sie in etwa mit der Kleinen Magellanschen Wolke (SMC) vergleichbar macht. Aktuell befindet sich MoM-z14 in einer Phase intensiver Sternentstehung und gibt dabei viele ionisierende Photonen ab, die sich durch ein nahezu staubfreies interstellares Medium (ISM) ausbreiten. Die Umgebung von MoM-z14 ist teilweise ionisiert.

## Entdeckung
MoM-z14 wurde am 16. Mai 2025 von Rohan Naidu mit dem James-Webb-Weltraumteleskop (JWST) entdeckt. Vor dem JWST gab es keine Teleskope mit ausreichend großen Spiegeln, um Licht von so weit entfernten Galaxien zu erfassen. Das Spitzer-Teleskop war ein Infrarotteleskop, jedoch nicht groß genug, um MoM-z14 zu entdecken. Dank der Größe des James-Webb-Weltraumteleskops und seiner Hauptmission, die Entstehung von Galaxien zu erforschen, konnte MoM-z14 entdeckt werden.